# Renato Rosaldo
Renato Rosaldo (Urbana, Illinois, 1941) es un destacado antropólogo. Ha realizado investigaciones de campo entre los ilongotes del norte de Luzón, Filipinas , y es el autor de Ilongot Headhunting: 1883-1974: un estudio en la Sociedad e Historia (1980) y de Cultura y Verdad: La reconstrucción del Análisis Social (1989). Él es también el editor de Chicano: el comienzo del Poder Bronce (1974),  Creatividad / Antropología (con Smadar Lavie y Kirin Narayan, 1993), Antropología de la Globalización (con Jon Inda, 2001), y Ciudadanía cultural en la isla de Sudeste de Asia: nación y pertenencia en las Tierras del Interior (2003) , entre otros libros.
Ha realizado investigaciones sobre cultura ciudadana en San José (California) desde 1989, y contribuyó a la introducción y un artículo de Ciudadanos de Cultura Latina: Reivindicación de identidad, espacio y Derechos Humanos (1997). Él es también un poeta y ha publicado dos libros de poesía. Rosaldo ha desempeñado como presidente de la Sociedad Etnológica Americana, director del Centro Stanford para la Investigación Chicano y presidente del Departamento de Antropología de Stanford. Ha dejado de Stanford y ahora enseña en la Universidad de Nueva York, donde ha sido el primer Director de Estudios Latinos.
Obtuvo el Ph.D. de la Universidad de Harvard en 1971. Es profesor emérito de la Universidad de Stanford.
Imparte cátedra en la Universidad de Nueva York, y labora en el New York Institute for the Humanities.
Ha publicado dos libros de poesía. Su poesía también ha aparecido en la Revista Bilingüe (Bilingual Review), Many Mountains Moving, Prairie Schooner, Puerto del Sol y Texas Observer.
Estuvo casado con la antropóloga Michelle Rosaldo (1944-1981), que falleció en un accidente. Actualmente está casado con Mary Louise Pratt, Silver Professor y Professor of Spanish and Portuguese Languages and Literatures en la Universidad de Nueva York.

## Reconocimientos
- 2004 American Book Award

## Publicaciones

### Antropología
- Ilongot Headhunting: 1883-1974: A Study in Society and History. Stanford University Press. 1980. ISBN 978-0-8047-1284-2.
- Culture & Truth: The Remaking of Social Analysis. Beacon Press. 1993. ISBN 978-0-8070-4623-4.. Traducción: Cultura y verdad: nueva propuesta de análisis social, Grijalbo, 1991. ISBN 978-9-7005-0289-2
- Smadar Lavie, Kirin Narayan, Renato Rosaldo, ed. (1993). Creativity/Anthropology. Cornell University Press. ISBN 978-0-8014-2255-3.
- "Of Headhunters and Soldiers: Separating Cultural and Ethical Relativism", Issues in Ethics, Vol. 11, N. 1, Winter 2000, The Markkula Center for Applied Ethics
- Cultural Citizenship in Island Southeast Asia: National and Belonging in the Hinterlands. University of California Press. 2003. ISBN 978-0-520-22748-4.
- Anthropology of Globalization. Wiley-Blackwell. 2008. ISBN 978-1-4051-3613-6.

### Poesía
- Prayer to spider woman. Gobierno del Estado de Coahuila, Instituto Coahuilense de Cultura (ICOCULT). 2003.
- Diego Luna's Insider Tips. Many Mountains Moving. 2012.
- The Day of Shelly′s Death: The Poetry and Ethnography of Grief. Duke UP, 2013.